# Goodenia debilis
Goodenia debilis är en tvåhjärtbladig växtart som beskrevs av A.E.Holland och T.P.Boyle. Goodenia debilis ingår i släktet Goodenia och familjen Goodeniaceae. Inga underarter finns listade i Catalogue of Life.